# Балканска пъстърва
Балканската пъстърва (Salmo trutta fario), още кафява или речна пъстърва, е риба от семейство Пъстървови (Salmonidae). В миналото е била разпространена само в Европа и Северна Азия, включително и в България. През 1883 г. е пренесена в Северна Америка. Живее в сладка вода.
Отстрани е светлокафява, а към корема преминава почти в жълто. Също така има големи розови петна на двете страни. Средната големина на този вид е около 40 см. Обитава чисти и студени, богати на кислород, води. Пъстървите могат да плуват срещу течението, хвърлят хайвера си в горната част на реките и ако на пътя им има праг или друго препятствие, правят скокове във въздуха и така ги преодоляват. Тя е хищна риба, която се храни с мухи, червеи и често в менюто ѝ се включват по-малки рибки.
Балканската пъстърва е обект на спортен риболов. Използвани примамки са въртящите блесни, най-често модели, „окраската“ на които представлява ярък фон с контрастиращи точки. Уловът на изкуствена муха е най-популярен и най-емоционален. Месото на Балканската пъстърва се слави с отличните си вкусови качества, поради което се смята за деликатес сред останалите речни риби.
Съществуват три отделни „морфи“ на Salmo trutta. Morpha fario е основната форма в България която се среща главно във високопланинските реки, богати на разтворен кислород. Morpha lacustris мигрира от езера в реки за да си хвърли хайвера. Morpha trutta прекарва голяма част от живота си в морето и влиза в реки само за да си хвърли хайвера. Най-големите регистрирани екземпляри са 18,8 и 18,82 кг, уловени съответно в река Манистий, Мичиган, САЩ и в езерото Мичиган край Расийн, САЩ.